# Космос-1579
Космос-1579 је један од преко 2400 совјетских вјештачких сателита лансираних у оквиру програма Космос.
Космос-1579 је лансиран са космодрома Тјуратам, Бајконур, СССР, 29. јуна 1984. Ракета-носач је поставила сателит у орбиту око планете Земље. 